# Cécilia Berder
Cécilia Berder (13 dicembre 1989) è una schermitrice francese, specializzata nella sciabola. Ha vinto tre medaglie d'argento e tre di bronzo ai Campionati mondiali di scherma, di cinque medaglie ai Campionati europei di scherma e di cinque titoli nazionali francesi.

## Palmarès
- Giochi olimpici

Tokyo 2020: argento nella sciabola a squadre.
- Mondiali

Antalia 2009: argento nella sciabola a squadre.
Parigi 2010: bronzo nella sciabola a squadre.
Kazan' 2014: argento nella sciabola a squadre.
Mosca 2015: argento nella sciabola individuale.
Lipsia 2017: bronzo nella sciabola individuale e nella sciabola a squadre.
Wuxi 2018: oro nella sciabola a squadre.
Budapest 2019: argento nella sciabola a squadre.
- Europei

Kiev 2008: bronzo nella sciabola a squadre.
Strasburgo 2014: argento nella sciabola a squadre.
Montreux 2015: argento nella sciabola a squadre.
Toruń 2016: argento nella sciabola a squadre.
Tbilisi 2017: bronzo nella sciabola a squadre.
Novi Sad 2018: argento nella sciabola individuale e bronzo nella sciabola a squadre
Düsseldorf 2019: bronzo nella sciabola a squadre.
- Campionati francesi

Campionati francesi di scherma 2008: oro nella sciabola individuale.
Campionati francesi di scherma 2009: argento nella sciabola individuale.
Campionati francesi di scherma 2010: oro nella sciabola individuale.
Campionati francesi di scherma 2013: oro nella sciabola individuale.
Campionati francesi di scherma 2014: oro nella sciabola individuale e nella sciabola a squadre.